# 全博多学生联盟
全博多学生联盟（All Bodo Students' Union (ABSU)），为印度阿萨姆邦的一个学生组织，成立于1967年。该组织致力于推动博多地区单独设立为一个新的邦。全博多学生联盟与博多解放猛虎力量组成了一个博多民族主义政党-博多人民进步阵线。